# Jacques Bylivelt
Jacques Bylivelt, Giacomo Giovanni Bilivert ou Jacopo Biliverti en italien, est un orfèvre et joaillier hollandais qui a exercé à la cour des Médicis, né à Delft le 17 novembre 1550, et mort à Florence le 19 février 1603 .

## Biographie
Jacques Bylivelt est né Jacob Janszoon Bijlevelt dans la ville néerlandaise de Delft en 1550. Il a été ensuite appelé Giacomo Giovanni Biliverti à Florence. Il est le fils de Jan Bijlevelt. Il a appris les rudiments de la profession d'orfèvre à Augsbourg.
Il a quitté les Pays-Bas en 1573 pour travailler à la cour des Médicis du grand-duc François Ier, à Florence. Après la reconnaissance par Philippe II, en 1575 du titre grand-ducal de Florence qui lui avait été conféré en 1569, François Ier de Médicis a commandé à cette occasion à Jacques Bylivelt une nouvelle couronne grand-ducale plus somptueuse que la précédente ainsi que les joyaux de la Couronne. Il a exécuté d'autres objets précieux pour les membres de la famille Médicis. Il a également été le chef de l'atelier des pierres précieuses.
Après 1587, il a participé à la réunion de la collection d'art du grand-duc Ferdinand Ier. Le grand-duc Ferdinand Ier lui a aussi confié des missions diplomatiques en accompagnant les dignitaires étrangers qui visitaient Florence en leur montrant les trésors artistiques de la ville. Dans le cadre des rapports entre les cours de France et de Médicis, il a été chargé de confectionner une partie des présents donnés par le grand-duc à Henri IV.
Il est mort dans son atelier, en 1603.

## Famille
Jacques Bylivelt, Giacomo Giovanni Bilivert, s'est marié en 1576 avec Fiametta Mazzafiri. De ce mariage est né le peintre Giovanni Bilivert.